# George Peter Alexander Healy
George Peter Alexander Healy (Boston, 15 luglio 1808 – Chicago, 24 giugno 1894) è stato un pittore statunitense.

## Biografia
Iniziò a dedicarsi alla pittura su incoraggiamento di Thomas Sully, e subito riscosse grande successo come ritrattista. Nel 1834 partì per un viaggio in Europa, dove rimase 16 anni. A Parigi, studiò con Antoine-Jean Gros e, grazie al favore del re Luigi Filippo, ottenne l'incarico di realizzare una serie di ritratti di uomini illustri degli Stati Uniti per la reggia di Versailles.
Vinse la medaglia d'oro di seconda classe all'Esposizione Universale di Parigi del 1855 con il dipinto di soggetto storico Benjamin Franklin perora la causa delle colonie americane di fronte a Luigi XVI. Tornato in patria, si stabilì a Chicago, quindi nel 1869 tornò in Europa, e visse tra Parigi e Roma per 21 anni. Nel 1871 ritrasse papa Pio IX. Nel 1892 tornò definitivamente a Chicago, dove morì due anni dopo.
Tra gli uomini illustri che posarono per lui, oltre a Pio IX, i presidenti americani John Quincy Adams, Franklin Pierce e Abraham Lincoln, i generali Ulysses Simpson Grant (poi presidente) e William Tecumseh Sherman, Luigi Filippo re di Francia, il poeta Henry Wadsworth Longfellow, il compositore Franz Liszt, Daniel Webster, Henry Clay, John Calhoun, William H. Seward, e molti altri.
Suoi dipinti sono conservati presso il Metropolitan Museum of Art di New York e il Museum of Fine Arts di San Francisco, mentre un suo autoritratto è alla Galleria degli Uffizi di Firenze.